# Bellefontaine, Jura
Bellefontaine är en kommun i departementet Jura i regionen Bourgogne-Franche-Comté i östra Frankrike. Kommunen ligger i kantonen Morez som tillhör arrondissementet Saint-Claude. År 2022 hade Bellefontaine 494 invånare.

## Befolkningsutveckling
Antalet invånare i kommunen Bellefontaine
Referens:INSEE